# Zahnradbahn Stuttgart
Zahnradbahn Stuttgart (pol. Stuttgarcka Kolej Zębata) – kolej zębata w Stuttgarcie łącząca dzielnice Süd (a precyzyjnie: jej część zwaną Heslach) i Degerloch. Otwarta 23 sierpnia 1884, tor szerokości 1000 mm wyposażony w zębatkę systemu Riggenbacha, zasilana prądem stałym o napięciu 750 V (dawniej 600 V) z sieci napowietrznej. Obecnie linię eksploatują Stuttgarter Straßenbahnen AG.
Zahnradbahn Stuttgart jest, obok Zugspitzbahn, Wendelsteinbahn oraz Drachenfelsbahn, jedną z czterech nadal czynnych kolei zębatych w Niemczech. Jest jednak jedyną, która nadal wykonuje publiczne rozkładowe przewozy pasażerskie. Pozostałe trzy są już tylko kolejami o znaczeniu turystycznym.
W maju roku 1959 Zahnradbahn Stuttgart została włączona do ogólnego planu numeracyjnego stuttgarckich tramwajów. Pierwotnie nosiła nr 30, jednak od czasu utworzenia Verkehrs- und Tarifverbund Stuttgart (związku komunalnego pełniącego funkcję organizatora transportu publicznego) nosi numer 10.

## Historia
- 23 sierpnia 1884 – prywatne przedsiębiorstwo Filderbahn-Gesellschaft rozpoczęło eksploatację kolei, pociągi prowadzono przy użyciu parowozów
- 11 czerwca 1902 – kolej została zelektryfikowana
- 1903 – ograniczono kursowanie pociągów prowadzonych trakcją parową do weekendów
- 1920 – właściciel kolei (Filderbahn-Gesellschaft) zostaje przejęty na własność przez miasto Stuttgart, a prowadzenie ruchu pociągów przejęły Stuttgarter Straßenbahnen AG
- 1921 – ostatecznie wycofano parowozy z eksploatacji
- 1934 – miasto Stuttgart ostatecznie przejęło kolej na własność (likwidacja Filderbahn-Gesellschaft)
- 21 grudnia 1936 – przeniesiono przystanek początkowy z dotychczasowego dworca kolei zębatej (Filder-Bahnhof) na Marienplatz, dzięki czemu ułatwiono przesiadki z i do tramwajów; w miejscu dotychczasowego dworca zbudowano zajezdnię
- 16 grudnia 1994 – w celu poprawy połączenia z siecią tramwajową (obecne zwaną koleją miejską – Stadtbahn Stuttgart) oddano do użytku nowy, liczący 200 metrów długości, odcinek toru do Degerlocher Albplatz
- 6 grudnia 2002 – oddano do użytku całkowicie przebudowany przystanek końcowy na Marienplatz

## Współcześnie
Kolej kursuje od godziny 5 do 21 w dni powszednie oraz od około 6.20 do około 21 w niedziele i święta. Przez cały tydzień od godziny 21 do około 0.40 kursuje kolejowa komunikacja zastępcza obsługiwana przez mikrobus. Czas przejazdu od stacji początkowej do końcowej wynosi 10 minut, a pociągi kursują z częstotliwością co 15 minut (z wyjątkiem godzin porannych w niedziele i święta, kiedy to kursują co 30 minut). Kolejowa komunikacja zastępcza kursuje co 20 minut.
Rowerzyści mogą przewozić rowery na specjalnej platformie doczepionej do wagonu pasażerskiego. Za załadunek oraz wyładunek roweru odpowiedzialny jest podróżny. Przewóz rowerów jest możliwy od godziny 5.45 w dni powszednie i soboty oraz od 7.00 w niedziele i święta.
Pociągi są obsługiwane przez trzy wagony typu ZT-4 dostarczone w roku 1982, z czego w ruchu znajdują się dwa (z wyjątkiem godzin porannych w niedziele i święta, kiedy kursuje tylko jeden), trzeci wagon pozostaje w rezerwie.

## Przebieg linii
Trasa rozpoczyna się na Marienplatz w dzielnicy Süd i po opuszczeniu placu biegnie wydzielonym torowiskiem do dzielnicy Degerloch. Maksymalne pochylenie toru na zasadniczej trasie 17,8%, natomiast na trasie dojazdowej do zajezdni wynosi 20,0%. Długość trasy wynosi 2,2 km, a pokonywana różnica wysokości pomiędzy przystankiem początkowym Marienplatz (266 m n.p.m.), a końcowym Degerloch (470 m n.p.m.) wynosi 204 m, a najwyżej położonym punktem trasy jest przystanek przy Nägelestraße (473 m n.p.m.).

## Tabor

### Parowozy
Zahnradbahn Stuttgart eksploatowała w sumie 7 parowozów, z czego 5 dostarczyła Maschinenfabrik Esslingen (3 w latach 1883–1885 oraz kolejne 2 w roku 1898), a dwie kolejne zakupiono w roku 1918 ze szwajcarskiej kolei Brünigbahn. Wszystkie parowozy zezłomowano do roku 1922.

### Doczepne wagony pasażerskie
Zahnradbahn Stuttgart eksploatowała w sumie pięć rodzajów doczepnych wagonów pasażerskich.
- Pierwsze cztery wagony (wagony typu 1 i 2) dostarczono w roku 1884. W roku 1906 zostały one sprzedane na Härtsfeldbahn, gdzie zostały zezłomowane (ostatni w roku 1958).
- W latach 1893–1900 dostarczono cztery wagony letnie (wagony typu 3). Zostały one zezłomowane w roku 1922.
- W latach 1896–1900 wprowadzono do eksploatacji sześć kolejnych wagonów, z których cztery służyły aż do początku lat 80. XX wieku
- W roku 1956 włączono do eksploatacji wagon doczepny pracujący do tej pory na sąsiedniej kolei wąskotorowej. Jednak ze względu na niski komfort podróży nie cieszył się on popularnością i służył jedynie do roku 1965

Przez cały okres eksploatacji doczepnych wagonów pasażerskich ze względów bezpieczeństwa pociągi zestawiano w ten sposób, że parowóz lub wagon motorowy znajdowały się zawsze na tym końcu pociągu, który był skierowany ku dolnej stacji kolei. Dzięki temu, w przypadku awarii sprzęgu pomiędzy wagonami lub wagonem a pojazdem trakcyjnym, nie doszłoby do zbiegnięcia (niekontrolowanego zjazdu) wagonów w dół.

### Wagony silnikowe
- W roku 1902 zakupiono cztery elektryczne wagony silnikowe produkcji firmy Herbrand & Cie. Wagony te pierwotnie posiadały tylko jeden silnik trakcyjny i okazały się zbyt słabe. Spowodowało to opóźnienie wprowadzenia wagonów elektrycznych o dwa lata. Stało się to możliwe dopiero w roku 1904, po przebudowie wagonów polegającej na zabudowaniu drugiego silnika. W 1912 roku dostarczono jeszcze jeden wagon tego typu. Wagony tego typu pracowały do roku 1954.
- W latach 1935–1937 dostarczono nowe, trzyosiowe wagony motorowe, z czego ten dostarczony 1937 był pierwszym wagonem o konstrukcji w pełni stalowej. Dwa ostatnie wagony motorowe dostarczono w roku 1950. Jeden z wagonów dostarczonych w roku 1935 pracował aż do roku 1983.
- W roku 1982 zakupiono trzy nowoczesne wagony typu ZT-4[2]. Ze względu na usterki występujące w początkowym okresie eksploatacji do roku 1983 cały czas pozostawał w rezerwie jeden z wagonów pochodzących z roku 1950.

### Wagony do przewozu rowerów
Zahnradbahn Stuttgart eksploatuje dwa wagony (platformy) do przewozu rowerów wyprodukowane przez Waggon-Union Berlin. Platformy te, podobnie jak niegdyś doczepne wagony pasażerskie, doczepiane są do tego końca wagonu motorowego, która znajduje się od strony górnej stacji.

## Galeria

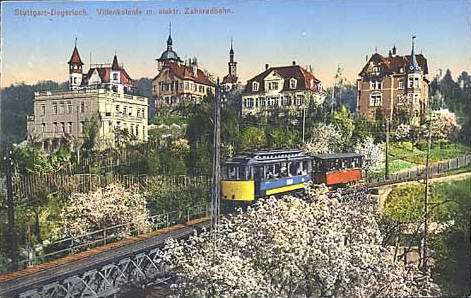
Zahnradbahn Stuttgart w roku 1917
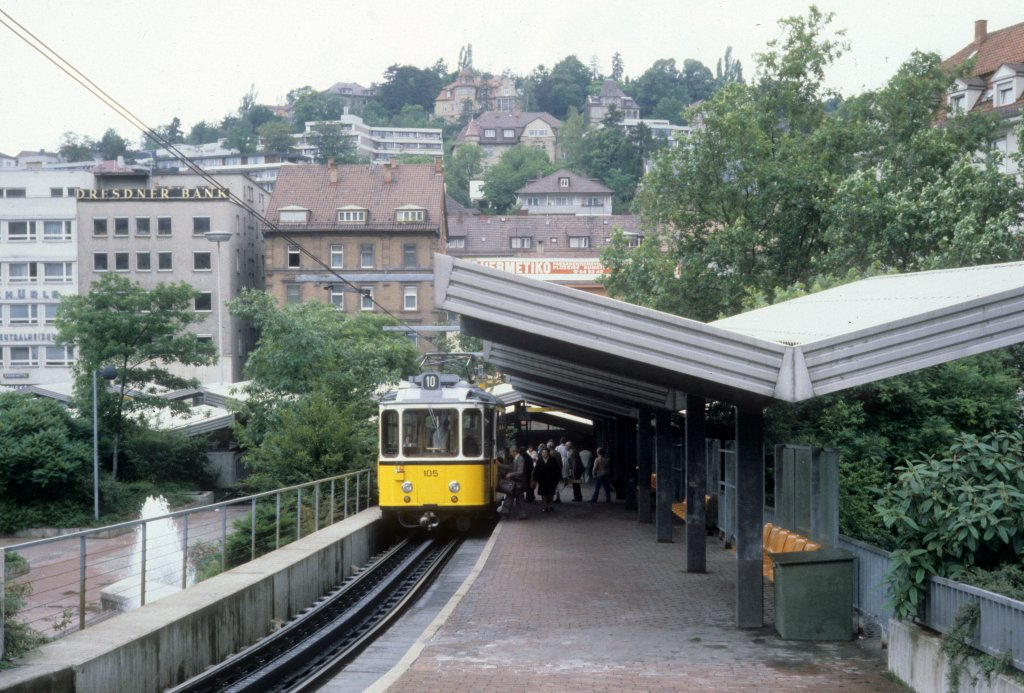
1 lipca 1980 – wagon nr 105 (rok budowy 1950) na przystanku Marienplatz
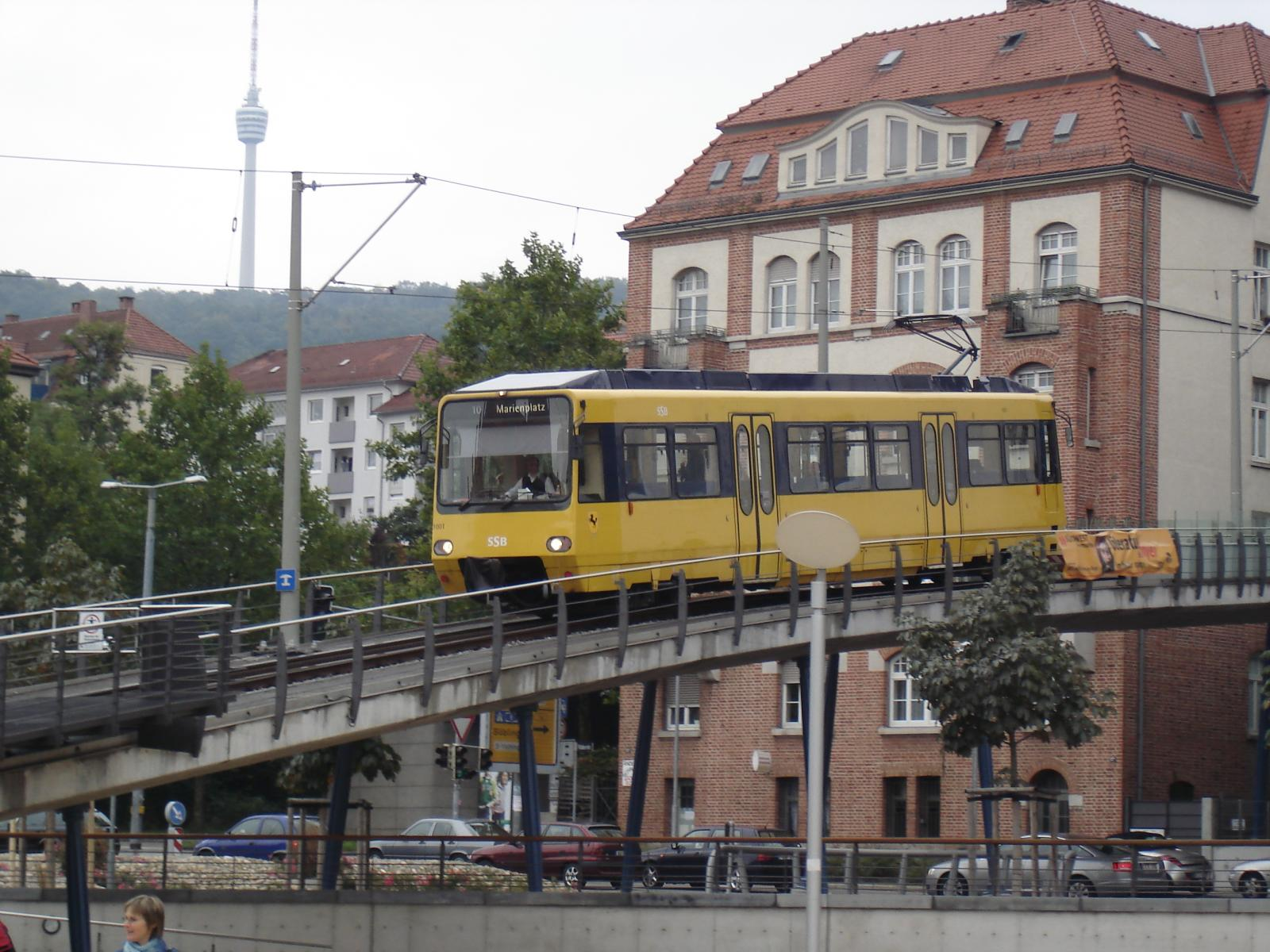
Wagon typu ZT-4 (nr 1001) dojeżdża do Marientplatz
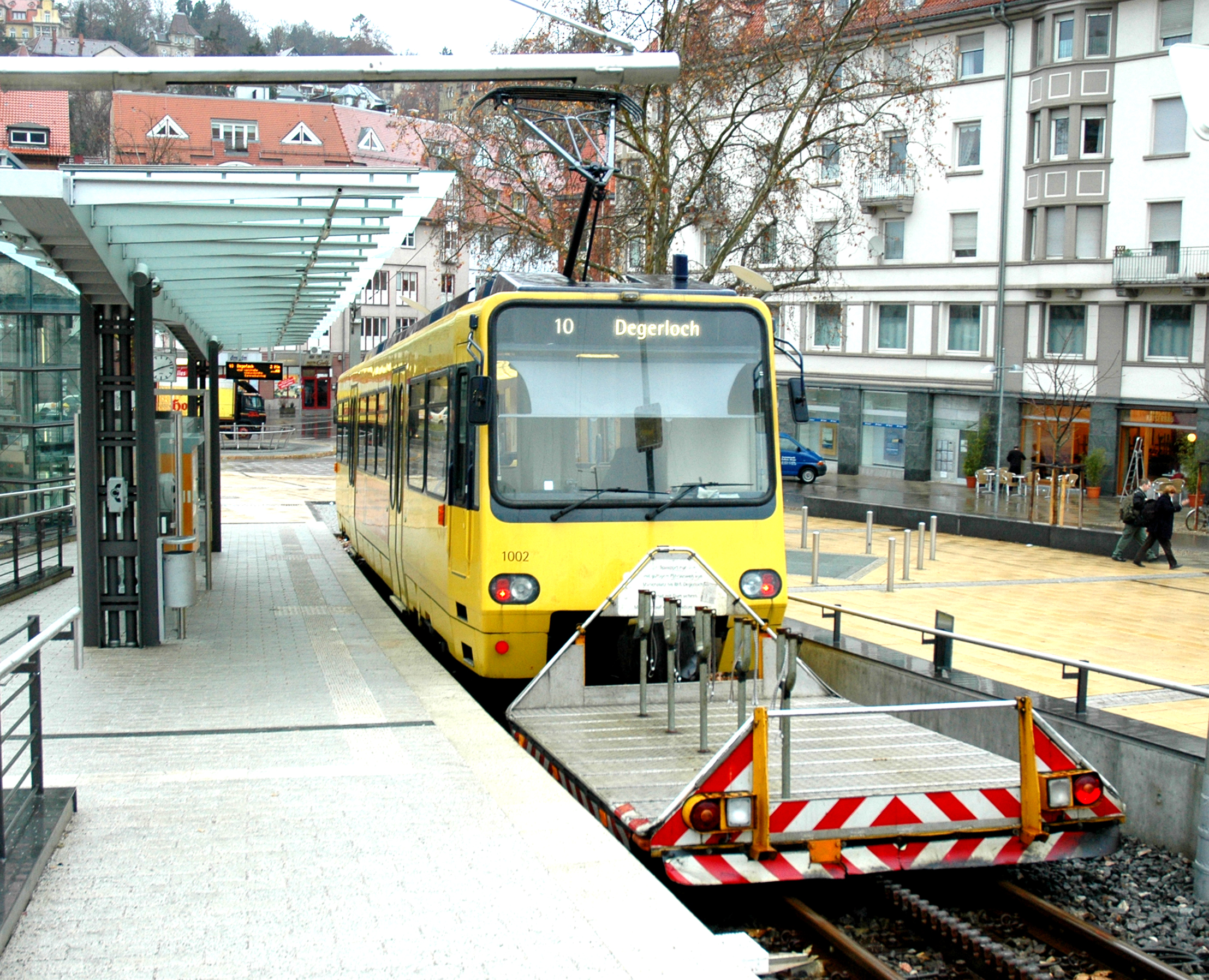
Wagon typu ZT-4 (nr 1002) z platformą do przewozu rowerów na przystanku Marienplatz
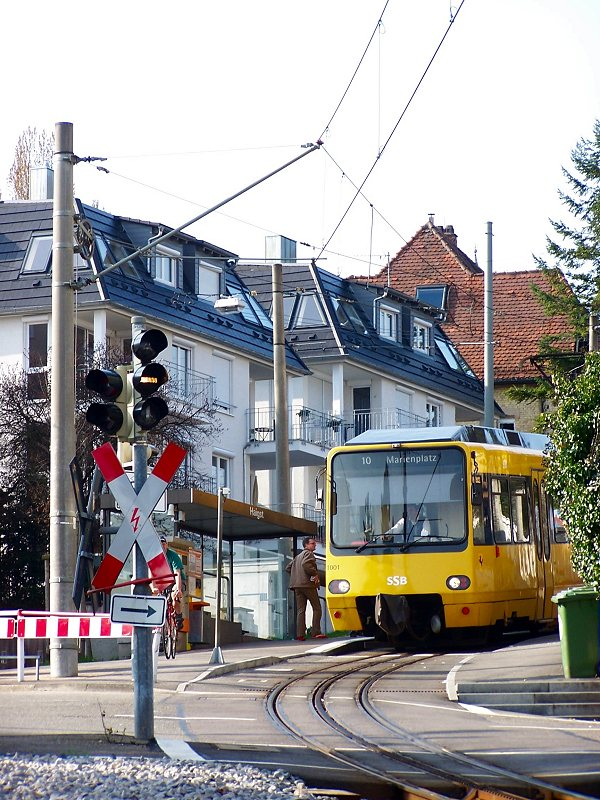
Wagon typu ZT-4 na przystanku Heigst
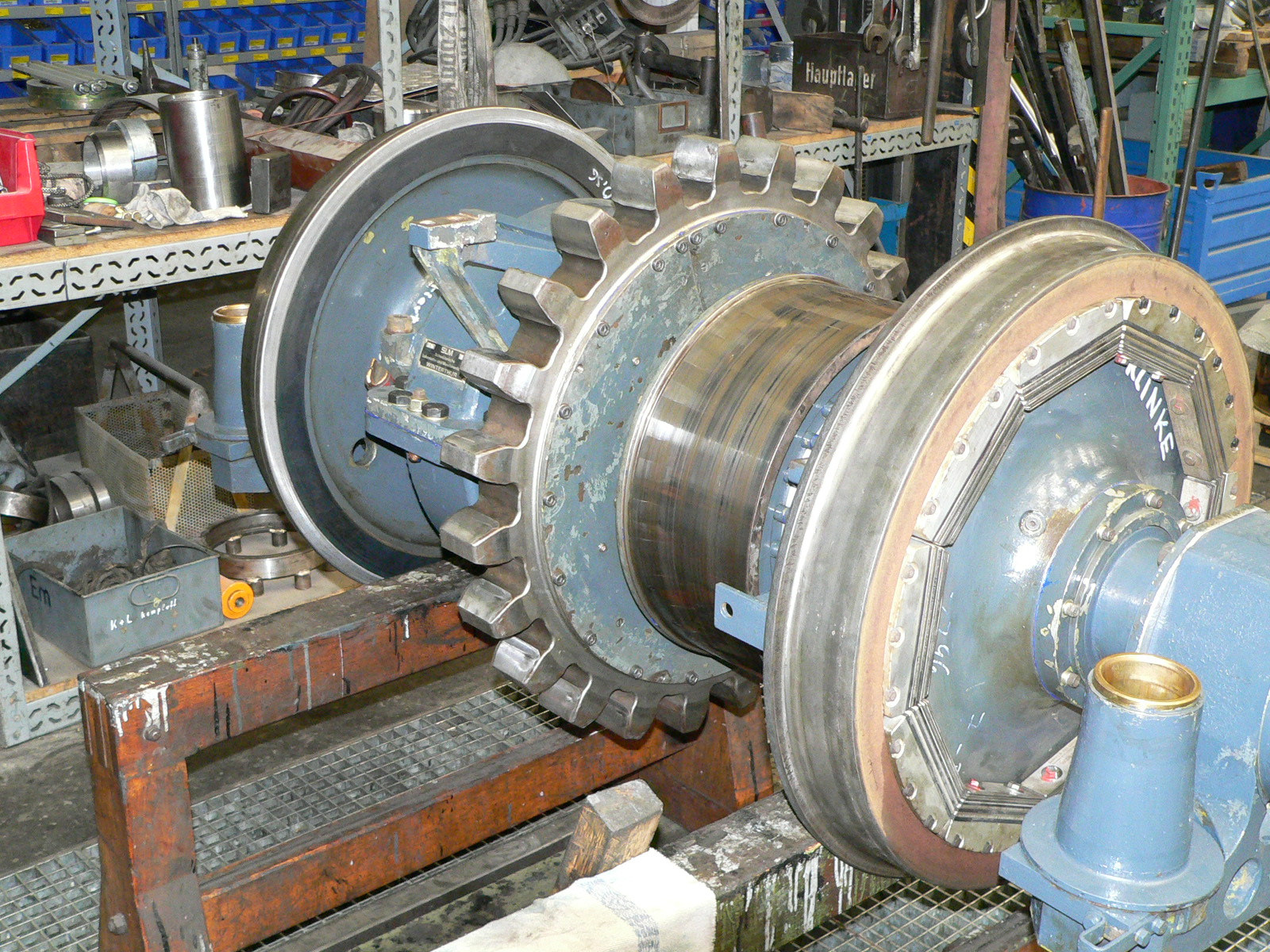
Zestaw kołowy wagonu typu ZT-4
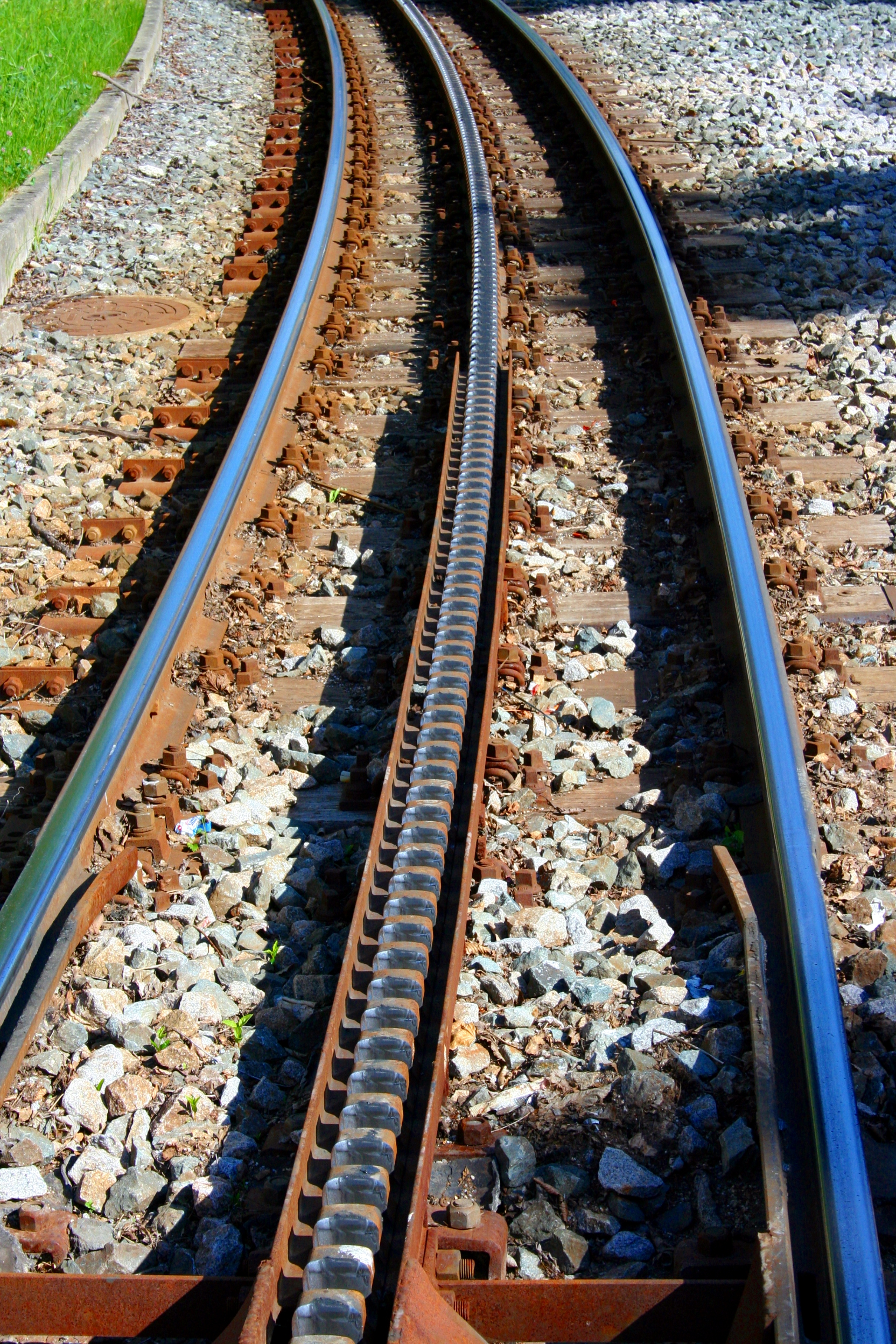
Torowisko